# Autobus de Szeged
L'autobus de Szeged dessert la ville de Szeged. Le réseau est exploité par la société Volánbusz